# آناتولی اپوریا
آناتولی اپوریا (انگلیسی: Anatoliy Oprya؛ زادهٔ ۲۵ نوامبر ۱۹۷۷) بازیکن فوتبال اهل اوکراین است.
از باشگاه‌هایی که در آن بازی کرده‌است می‌توان به باشگاه فوتبال کریفباس کریفیی ریه، باشگاه فوتبال روبین کازان، باشگاه فوتبال متالیست خارکوف، باشگاه فوتبال ژمچوژینا-سوچی، و باشگاه فوتبال چورنومورتس اودسا اشاره کرد.